# Indigofera tengyuehensis
Indigofera tengyuehensis är en ärtväxtart som beskrevs av Hse Tao Tsai och Ta Fuh Yu. Indigofera tengyuehensis ingår i släktet indigosläktet, och familjen ärtväxter. Inga underarter finns listade i Catalogue of Life.